# Alekszej Grigorjevics Sztahanov
Alekszej Grigorjevics Sztahanov, születésekor: Andrej (oroszul: Алексей Григорьевич Стаханов) (1906. január 3. – 1977. november 5.) szovjet bányász, a sztahanovista mozgalom névadója.

## Élete
Lugovajában, Orjol közelében született. 1927-ben kezdett dolgozni a Donyec-vidéki Centralnaja-Irmino bányában. 1933-ban pneumatikus fejtőkalapács-kezelő lett, majd 1935-ben vájár tanfolyamon vett részt. 1935. augusztus 31-én 102 tonna szenet bányászott ki 5 óra 45 perc alatt, ami az előírt mennyiség 14-szerese volt. Szeptember 19-én új csúcsot állított fel, 227 tonnát termelt egy műszak alatt. Ezzel névadója lett a munkásokat nagyobb termelékenységre ösztönző, a szocialista gazdasági rendszer fölényét hirdető sztahanovista mozgalomnak. A képe újságokban és plakátokon jelent meg, még a Time magazin címlapjára is kikerült.
1936-tól 1941-ig a moszkvai Ipari Akadémia hallgatója volt, majd 1942-ben kinevezték a karagandai 31-es bánya igazgatójának. 1943 és 1957 között a Széntermelési Minisztériumban dolgozott, mint a szocialista munkaversenyért felelős vezető. 1957-től a Csisztyakovantracit bányavállalat igazgatóhelyettese, végül 1959-től 1974-es nyugdíjazásáig a Torezantracit bányavállalat 2/43-as igazgatóságán főmérnök-helyettes.
Kétszer házasodott, második felesége 17 évvel volt fiatalabb nála. Négy gyermeke született. Alkoholizmussal is küzdött, ezért idővel Sztakanovnak (sztakan oroszul pohár) is nevezték. Élete végén idült alkoholizmussal került elmegyógyintézetbe, és ott is halt meg.

## Kitüntetései
Sztahanov a Szovjetunió Legfelsőbb Tanácsának is tagja volt, több más kitüntetés mellett kétszer kapott Lenin-rendet, egyszer a Munka Vörös Zászló Érdemrendjét, 1970-ben a Szocialista Munka Hőse kitüntetést adományozták neki. A Bányászok Napja is az ő tiszteletére lett augusztus utolsó vasárnapja. Az ukrajnai Kagyijevka (ukránul: Кадіївка) bányászvárost, amelynek közelében a világrekord született, 1978-ban Sztahanovra nevezték át.

## Valódi teljesítménye
Sztahanov valójában csak azért tudta véghez vinni ezt a hőstettet, mert a párt előre megszervezte az eseményt és több bányász segített neki. A The New York Times egy 1985-ös cikkében idézte Konsztantyin G. Petrovot, a Centralnaja-Irmino párttitkárát, aki szerint: „Nem kellett, hogy Sztahanov legyen az első… bárki lehetett volna. Végül is nem egy bányászon múlt a rekord megdöntése, hanem egy új szénfejtési módszeren.”

## Eredeti neve
Születéskori neve Andrej volt, azonban a világrekord felállítása után tévesen, Alekszejként jelent meg a Pravdában. Az amúgy előre eltervezett eseményről ugyanis a bányából táviratot küldtek az újságnak, de abba csak a hős nevének A. kezdőbetűjét írták be. Az újságírók rövid gondolkodás után az Alekszej mellett döntöttek. Később Sztahanov erről levelet írt Sztálinnak, de ő azt válaszolta: „A Pravdánál nem tévedhetnek!” Röviddel ezután kicserélték a személyi iratait és a pártkönyvét, ahol már az Alekszej név szerepelt.